# Eresus hermani
Eresus hermani is een spin uit de familie van de fluweelspinnen (Eresidae).
De wetenschappelijke naam van de soort werd in 2015 gepubliceerd door Kovács, Prazsák, Eichardt, Vári & Gyurkovics.